# Himmerfjärdsverket

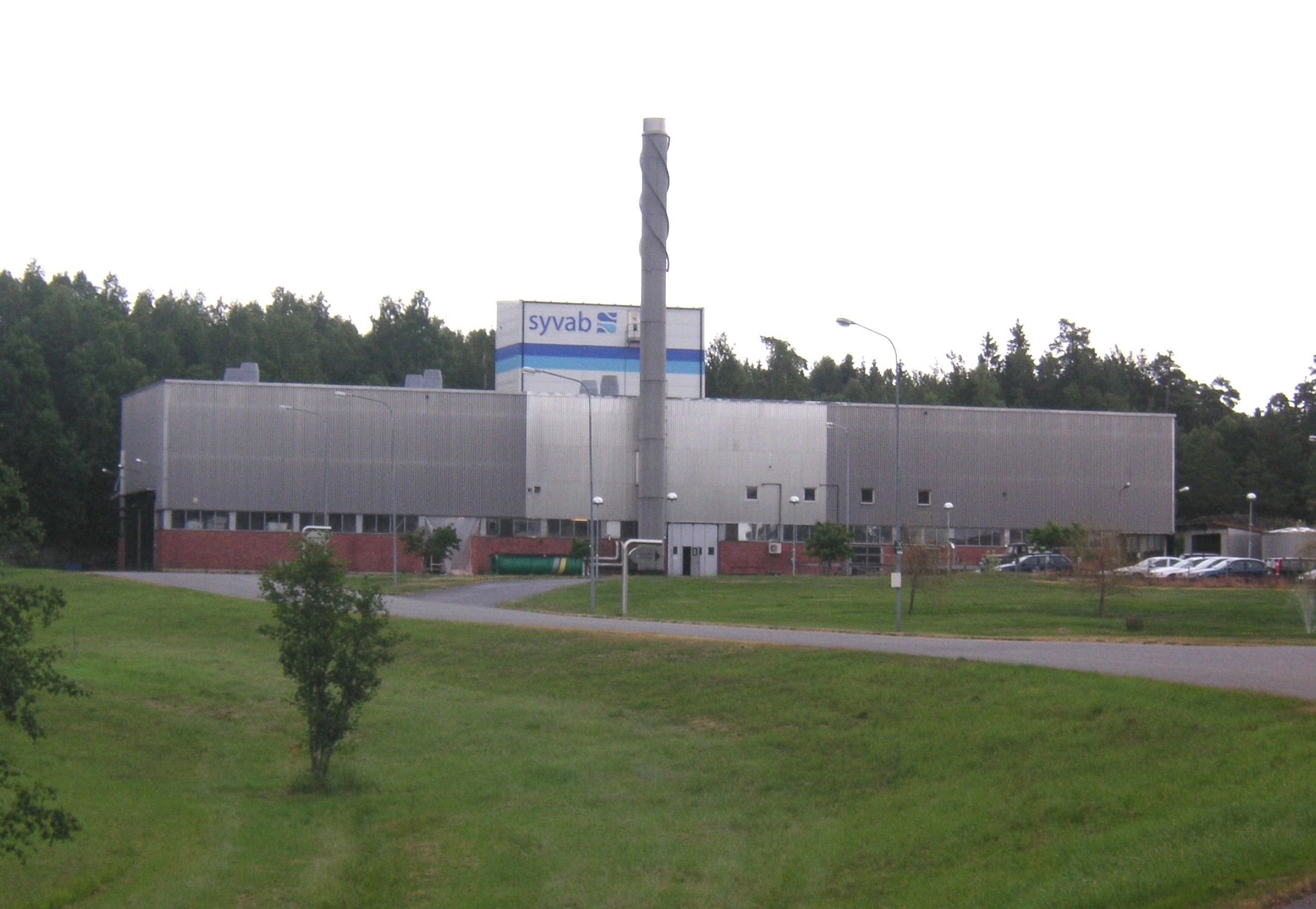
Himmerfjärdsverket 2010

Himmerfjärdsverket är ett reningsverk strax norr om Hörningsnäs i Botkyrka kommun. Reningsverket ägs och drivs av SYVAB. Verket renar avloppsvatten från Botkyrka, Huddinge, Nykvarn, Salem, sydvästra Stockholm och Södertälje. Huvuddelen av avloppsvattnet transporteras till verket i en stor bergtunnel som mynnar ut 54 meter under marken. Efter att vattnet där passerat ett första rensgaller pumpas det upp till markytan för resten av reningsprocessen. Anläggningen invigdes 1974.
Det renade avloppsvattnet släpps ut i Himmerfjärden, 1,6 km söder om anläggningen och på 25 meters djup.